# Vladimir Ivić
Vladimir Ivić (in serbo Владимир Ивић?; Zrenjanin, 7 maggio 1977) è un allenatore di calcio ed ex calciatore serbo, di ruolo centrocampista, tecnico dell'Al-Ain.

## Carriera

### Club
Dopo aver giocato con varie squadre di club, dal 2008 al 2012 ha giocato per il PAOK.

### Nazionale
Ha rappresentato sia la Nazionale jugoslava sia quella serbomontenegrina.

## Statistiche

### Statistiche da allenatore
Statistiche aggiornate al 31 maggio 2025.
| Stagione                | Squadra                 | Campionato              | Campionato | Campionato | Campionato | Campionato | Coppe nazionali | Coppe nazionali | Coppe nazionali | Coppe nazionali | Coppe nazionali | Coppe continentali | Coppe continentali | Coppe continentali | Coppe continentali | Coppe continentali | Altre coppe | Altre coppe | Altre coppe | Altre coppe | Altre coppe | Totale | Totale | Totale | Totale | % Vittorie | Piazzamento |
| Stagione                | Squadra                 | Comp                    | G          | V          | N          | P          | Comp            | G               | V               | N               | P               | Comp               | G                  | V                  | N                  | P                  | Comp        | G           | V           | N           | P           | G      | V      | N      | P      | %          | Piazzamento |
| ----------------------- | ----------------------- | ----------------------- | ---------- | ---------- | ---------- | ---------- | --------------- | --------------- | --------------- | --------------- | --------------- | ------------------ | ------------------ | ------------------ | ------------------ | ------------------ | ----------- | ----------- | ----------- | ----------- | ----------- | ------ | ------ | ------ | ------ | ---------- | ----------- |
| mar.-mag. 2016          | PAOK                    | SL                      | 5+6        | 3+3        | 1+3        | 1+0        | CG              | 1               | 0               | 0               | 1               | UEL                | 0                  | 0                  | 0                  | 0                  | -           | -           | -           | -           | -           | 12     | 6      | 4      | 2      | 50,00      | Sub., 4º    |
| 2016-2017               | PAOK                    | SL                      | 30+6       | 20+3       | 4+0        | 6+3        | CG              | 10              | 7               | 1               | 2               | UCL+UEL            | 2+10               | 0+5                | 1+2                | 1+3                | -           | -           | -           | -           | -           | 58     | 35     | 8      | 15     | 60,34      | 2º          |
| Totale PAOK             | Totale PAOK             | Totale PAOK             | 35+12      | 23+6       | 5+3        | 7+3        |                 | 11              | 7               | 1               | 3               |                    | 12                 | 5                  | 3                  | 4                  |             | -           | -           | -           | -           | 72     | 44     | 8      | 20     | 61,11      |             |
| 2018-2019               | Maccabi Tel Aviv        | LhA                     | 26+10      | 20+7       | 6+2        | 0+1        | CI+CdL          | 5+3             | 3+3             | 1+0             | 1+0             | UEL                | 8                  | 4                  | 3                  | 1                  | -           | -           | -           | -           | -           | 52     | 37     | 12     | 3      | 71,15      | 1º          |
| 2019-2020               | Maccabi Tel Aviv        | LhA                     | 26+10      | 19+7       | 7+2        | 0+1        | CI+CdL          | 1+2             | 0+1             | 0+0             | 1+1             | UCL+UEL            | 2+2                | 0+0                | 1+0                | 1+2                | SI          | 1           | 1           | 0           | 0           | 44     | 28     | 10     | 6      | 63,64      | 1°          |
| set.-dic. 2020          | Watford                 | FLC                     | 20         | 9          | 7          | 4          | FACup+CdL       | 0+2             | 0+1             | 0+0             | 0+1             | -                  | -                  | -                  | -                  | -                  | -           | -           | -           | -           | -           | 22     | 10     | 7      | 5      | 45,45      | Eson        |
| 2022-gen. 2023          | Maccabi Tel Aviv        | LhA                     | 15         | 11         | 2          | 2          | CI+CdL          | 2+2             | 2+1             | 0+1             | 0+0             | UECL               | 6                  | 3                  | 1                  | 2                  | -           | -           | -           | -           | -           | 25     | 17     | 4      | 4      | 68,00      | Dim         |
| Totale Maccabi Tel Aviv | Totale Maccabi Tel Aviv | Totale Maccabi Tel Aviv | 67+20      | 50+14      | 15+4       | 2+2        |                 | 15              | 10              | 2               | 3               |                    | 18                 | 7                  | 5                  | 6                  |             | 1           | 1           | 0           | 0           | 121    | 82     | 26     | 13     | 67,77      |             |
| feb.-mag. 2023          | Krasnodar               | PL                      | 13         | 6          | 5          | 2          | KR              | 8               | 3               | 4               | 1               | -                  | -                  | -                  | -                  | -                  | -           | -           | -           | -           | -           | 21     | 9      | 9      | 3      | 42,86      | Sub, 6°     |
| 2023-mar. 2024          | Krasnodar               | PL                      | 20         | 11         | 6          | 3          | KR              | 7               | 3               | 1               | 3               | -                  | -                  | -                  | -                  | -                  | -           | -           | -           | -           | -           | 27     | 14     | 7      | 6      | 51,85      | Eson        |
| Totale Krasnodar        | Totale Krasnodar        | Totale Krasnodar        | 33         | 17         | 11         | 5          |                 | 15              | 6               | 5               | 4               |                    | -                  | -                  | -                  | -                  |             | -           | -           | -           | -           | 48     | 23     | 16     | 9      | 47,92      |             |
| feb.-giu. 2025          | Al-Ain                  | PL                      | 12         | 6          | 3          | 3          | PC+CdL          | -               | -               | -               | -               | ACL                | 1                  | 0                  | 0                  | 1                  | CmC         | 3           | 1           | 0           | 2           | 16     | 7      | 3      | 6      | 43,75      | Sub, 5°     |
| Totale carriera         | Totale carriera         | Totale carriera         | 199        | 125        | 48         | 26         |                 | 43              | 24              | 8               | 11              |                    | 31                 | 12                 | 8                  | 11                 |             | 4           | 2           | 0           | 2           | 277    | 163    | 64     | 50     | 58,84      |             |

## Palmares

### Allenatore

#### Club

##### Competizioni nazionali
- Coppa di Grecia: 1

PAOK: 2016-2017
- Coppa di Lega israeliana: 1

Maccabi Tel Aviv: 2018-2019
- Campionato israeliano: 2

Maccabi Tel Aviv: 2018-2019, 2019-2020
- Supercoppa d'Israele: 1

Maccabi Tel Aviv: 2019